# Euplesia vittigera
Euplesia vittigera là một loài bướm đêm thuộc phân họ Arctiinae, họ Erebidae.